# 波特錫彭河
51°28′37.99″N 8°29′26.11″E / 51.4772194°N 8.4905861°E
波特錫彭河（德語：Pottsiepen），是德國的河流，位於該國西部，處於北萊茵-威斯特法倫州，屬於默訥河的左支流，河道全長1.5公里，發源自呂滕東南面4.5公里。